# 王德健
王德健，字懋功，號翊堂，贵州都勻人，清朝政治人物、同進士出身。

## 生平
道光九年（1829年）已丑科進士，三甲九十六名，官湖南武陵知縣。